# Hymn Mołdawskiej SRR
Hymn Mołdawskiej SRR został przyjęty w roku 1945 i był używany do 1991. Muzykę skomponował Ștefan Neaga i E. Łazarew, a słowa napisał Emilian Bukow oraz Iwan Bodarew.

## Słowa rumuńskie w alfabecie łacińskim
Moldova Sovietică, plaiul nostru’n floare
Alături de alte republici surori.
Pășește împreună cu Rusia mare
Spre al Uniunii senin viitor.
Doina înfrățirii proslăvește Țara,
Cu înțelepciune condusă de Partid.
Cauza lui Lenin – cauză măreață –
O înfăptuiește poporul strâns unit.
Slavă în veacuri, renăscut pământ!
Munca să-ț’ fie creator avânt!
Și comunismul – țel nestrămutat –
Înalță-l prin fapte pentru fericirea ta!

## Słowa rumuńskie wcyrylicy
Мoлдoва Сoвиетикэ, плаюл нoстру’н флoаре
Алэтурь де алте републичь сурoрь.
Пэшеште ымпреунэ ку Русия маре
Спре ал Униуний сенин виитoр.
Дoйна ынфрэцирий прослэвеште Цара,
Ку ынцелепчуне кoндусэ де Партид.
Кауза луй Ленин – каузэ мэряцэ –
O ынфэптуиеште пoпoрул стрынс унит.
Славэ ын вякурь, ренэскут пэмынт!
Мунка сэ-ць фие креатoр авынт!
Ши кoмунизмул – цел нестрэмутат –
Ыналцэ-л прин фапте пентру феричиря та!